# Трактовський
Тра́ктовський (рос. Трактовский) — селище у складі Сисертського міського округу Свердловської області.
Населення — 20 осіб (2010, 28 у 2002).
Національний склад населення станом на 2002 рік: росіяни — 68 %.